# Miguel Bossio
Miguel Ángel Bossio Bastianini (Montevideo, 10 febbraio 1960) è un ex calciatore uruguaiano, di ruolo centrocampista.

## Caratteristiche tecniche
Giocava come centrocampista difensivo.

## Carriera

### Club
Debuttò in massima serie uruguaiana nel 1978 con il Sud América, dopo essersi formato calcisticamente nel Racing di Montevideo nei quattro anni precedenti. Nel 1980 venne acquistato dal Peñarol, anch'esso con sede nella natìa capitale, reduce dalla vittoria del titolo nel 1979; l'anno seguente Bossio fece parte della squadra che si aggiudicò il campionato nazionale, e nel 1982 partecipò all'annus mirabilis della società, che, nell'ordine, vinse campionato, Coppa Libertadores e Coppa Intercontinentale. Rimase con il sodalizio giallonero fino al 1985; in seguito all'ultimo trofeo nazionale, si trasferì in Spagna, al Valencia, che militava in Segunda División spagnola. L'impatto con il calcio europeo fu tutto sommato positivo: il club ottenne la promozione in massima serie, e Bossio fu presente in 41 delle 42 partite del torneo, mettendo a segno tre marcature. Continuò la militanza nella società iberica fino a superare le cento presenze, ma non riuscì più a segnare alcuna rete. Nel 1991 lasciò la Comunità Valenciana per trasferirsi in Catalogna, al Sabadell, di fatto facendo ritorno in seconda divisione. Dopo una sola annata, passò all'Albacete, con cui chiuse la carriera nel 1993.

### Nazionale
Debuttò in Nazionale il 27 ottobre 1983 nell'incontro di Montevideo contro il Brasile, finale della Copa América 1983, sostituendo all'85º minuto Aguilera. Fece dunque parte dei convocati per il campionato del mondo 1986, giocando da titolare nel centrocampo a quattro di Borrás, eccezion fatta per l'incontro con la Scozia. La sua ultima presenza internazionale risale al 16 giugno 1986.

## Palmarès

### Club

#### Competizioni nazionali
- Campionato uruguaiano: 3

Peñarol: 1981, 1982, 1985

#### Competizioni internazionali
- Coppa Libertadores: 1

Peñarol: 1982
- Coppa Intercontinentale: 1

Peñarol: 1982

### Nazionale
- Coppa America: 1

Copa América 1983